# Final Fantasy XII
Final Fantasy XII (яп. ファイナル ファンタジー XII Файнару Фантадзі: Цуерубу) — японська рольова відеогра для ігрової консолі PlayStation 2, розроблена і випущена компанією Square Enix в 2006 році. Відрізняється від попередніх частин серії багатьма нововведеннями: вільним переміщенням ігрових персонажів по полю бою, системою гамбітів, що служить для програмування поведінки ігрових персонажів, а також так званою «Дошкою ліцензій», за допомогою якої герої отримують нові здібності і можливість користуватися різними видами зброї.
Розробка велася з 2001 року під керівництвом геймдизайнера Ясумі Мацуно, відомого за іграми серії Ogre Battle, а також за Final Fantasy Tactics і Vagrant Story, але через проблеми зі здоров'ям через деякий час він змушений був залишити проект, і місце керівника зайняв Хіросі Мінагава.
Як і інші ігри серії, дванадцята частина не має сюжетного зв'язку з попередніми частинами, але події гри Final Fantasy Tactics і Vagrant Story відбуваються в тому ж вигаданому фентезійному світі Іваліс. Сюжет оповідає про те як войовнича імперія Аркадія вторгається в невелике королівство Далмаску. Через два роки після поразки та окупації Далмаски юний злодій і шукач пригод Ваан пробирається в королівський палац і зустрічає там принцесу Аше, законну спадкоємицю престолу, яку вважали померлою. Разом з іншими несподіваними союзниками вони шукають спосіб позбутися від тиранії Аркадії, подорожуючи землями Івалісу.
Final Fantasy XII отримала позитивні відгуки від ігрової преси в усьому світі і ряд нагород в різних категоріях, при цьому багато авторитетних видань назвали її найкращою грою року. Світові продажі перевищили 6 млн копій, у тому числі 40 % тиражу припадає на Японію. У 2007 році вийшла доповнена міжнародна версія з підзаголовком International Zodiac Job System, яка містить нову систему розвитку персонажів і ряд інших змін; ця версія гри не видавалася за межами східноазійського регіону. У тому ж 2007 році для портативної ігрової консолі Nintendo DS було випущено продовження — тактичну рольову гру Final Fantasy XII: Revenant Wings.

## Ігровий процес

### Переміщення світом
У Final Fantasy XII гравець управляє групою з трьох персонажів, які подорожують по ігровому світу, б'ються з різними супротивниками і взаємодіють з неігровими персонажами; управління відбувається від третьої особи. На відміну від попередніх частин серії, гравець може обертати камеру на 360° за допомогою правого аналогового стіка геймпада. У містах гравець управляє тільки головним героєм Вааном і бачить тільки його. У підземеллях за ним слідують і беруть участь в битвах ще два супутники. Ними керує або штучний інтелект, або гравець самостійно призначає для них команди. У попередніх іграх серії існувала карта світу, на якій були схематично представлені елементи ландшафту, локації і зменшена копія головного героя; за допомогою такої карти можна було швидко переміщатися між локаціями. У Final Fantasy XII такої карти немає — локації пов'язані між собою, і гравець може переміщатися по них пішки, на чокобо або на повітряному кораблі. Гравець може зберегти свій прогрес на карту пам'яті за допомогою спеціальних кристалів збереження синього кольору, розташованих в певних місцях світу; золоті кристали також надають функцію телепортації. Переміщуватися можна до будь-якого іншого знайденого кристалу, що підтримує дану функцію. Крім того в межах деяких міст можна телепортуватися, користуючись допомогою муглів. У головному меню можна знайти бестіарій, який коротко описує зустрінутих монстрів.

### Економіка
Валюта в грі традиційно для серії називається гіл (англ. Gil, яп. ギル Гіру). Система заробітку грошей нова: після перемоги над монстрами персонажі зазвичай знаходять не монети, а трофеї, які потім можна продати в магазинах. Крім того, чим більше однотипних монстрів гравець перемагає поспіль, тим дорожчі трофеї він отримує. Якщо гравець продасть в магазині досить багато трофеїв, відкриється опція «базар» — це дає можливість купувати предмети зі знижкою або отримувати рідкісні речі.

### Бойова система
Бойова система представлена Active Dimension Battle (ADB). В ній персонажі можуть вільно переміщатися і атакувати, як тільки будуть готові. Сині лінії вказують, кого атакують персонажі із загону гравця; червоні лінії вказують, яких персонажів атакують вороги.
На відміну від попередніх ігор серії, в яких бій відбувалося в покроковому режимі, битви в Final Fantasy XII відбуваються в реальному часі, крім того, учасники битви не переносяться на окреме поле битви. Однак для призначення команд персонажам використовуються спеціальні меню, і бій призупиняється, поки гравець призначає команди. Команди можуть бути призначені будь-якого з членів загону; проте в грі також присутній такий тип персонажа, як «гість», яким управляє тільки штучний інтелект. У число команд входять: «Атака», «Магія і техніки», «Туман», «Гамбіт» і «Предмети».
Спеціальні атаки персонажів у Final Fantasy XII називаються Квікенінгами (англ. Quickening); система спеціальних ударів також є унікальною. Персонажі вивчають нові спеціальні атаки, відкриваючи певні клітинки на Дошці ліцензій. Кожен герой може вивчити не більше трьох спеціальних атак — у кожного персонажа вони індивідуальні. Герої можуть комбінувати свої спеціальні удари — для цього гравцеві потрібно вчасно натискати певні кнопки геймпада. Якщо гравець зможе скомбінувати досить багато спеціальних атак, після їх виконання буде виконаний особливо сильний і ефектний завершальний удар.
У новій системі битви також відсутній механізм випадкових зустрічей — ворогів видно на карті, і гравець завжди (за винятком особливих випадків, визначених сюжетом) може уникнути битви з ними. Битва починається, коли загін підходить досить близько до агресивного монстра або якщо загін сам атакує неагресивного ворога. Коли учасники битви виконують будь-яку дію, на екрані з'являються лінії, що з'єднують виконавця і його мету; колір лінії вказує на тип виконуваної дії. У загоні може бути присутні не більше трьох персонажів, але гравець має можливість змінювати учасників у будь-який момент часу, за винятком випадків, коли персонаж є метою виконуваної дії; убитих персонажів також можна замінювати. Оскільки на початку битви загін не переноситься на окреме поле битви, традиційна переможна сцена також відсутня. Виняток становить перемога над босом: гравець побачить персонажів, котрі виконують переможні жести, і напис «Congratulations» (Вітаємо); переможна музика взята з попередніх ігор серії.

### Гамбіти
До інших нововведень належить система гамбітів: з її допомогою гравець може заздалегідь визначати дії персонажів в битві при виникненні певних умов. Кожен гамбіт складається з трьох частин: мети, дії і пріоритету. Метою є дружній або ворожий персонаж; в цілі також вказується умова виконання дії. Наприклад, мета «Союзник: HP<70 %» означає, що дія буде застосовуватися до членів загону, рівень здоров'я яких опускається нижче 70 %. Дією є команда, яку необхідно виконати. Пріоритет визначає, який з гамбітів слід виконувати першим, якщо спрацьовує відразу декілька. За допомогою цієї системи персонажі можуть битися автоматично, однак гравець завжди може самостійно призначити команду, і вона матиме вищий пріоритет.
Гамбіти програмуються на спеціальному екрані зі слотами, що відкривається за допомогою опції «Gambits» з основного меню партії. Кожен персонаж починає гру лише з 2-ма слотами для гамбітів, але згодом можна здобувати додаткові слоти на Дошці Ліцензій, доводячи загальну кількість до максимальних 12-ти.

### Еспери
У Final Fantasy XII присутня енергія, яка називається «Імла», — з її допомогою можна приликати істот і виконувати спеціальні прийоми. Призивні істоти називаються Есперами.
На відміну від більшості попередніх ігор серії Final Fantasy, Еспери в Final Fantasy XII набагато більше наближені за характеристиками до героїв, а тому їх застосування вимагає більш тонкого тактичного підходу. Всього в грі представлено 13 Есперів, причому 8 є секретними і вимагають деяких зусиль для виявлення. Перед тим як Еспер зможе бути покликаний, його необхідно перемогти в бою, ставши таким чином його новим господарем. Будь-який герой може володіти будь-якою кількістю Есперів, аж до 13. Після появи, Еспер підміняє двох членів партії, залишаючись на полі бою тільки разом зі своїм господарем. Бореться він в повністю автоматичному режимі, підкоряючись тільки вбудованим гамбітам. Час призову обмежений 90 секундами. У бою Еспер поводиться приблизно як звичайний герой, завдаючи удари і отримуючи ушкодження. Відмінними рисами Есперів є: ігнорування магічних пасток, повний імунітет проти всіх шкідливих статусів, нескінченне число MP і відволікання на себе більшої частини уваги ворогів від свого господаря. Чим вище рівень прикликача — тим сильнішим є сам Еспер. Як і звичайні герої, Еспери не можуть перевищувати ліміт у 9999 одиниць ушкоджень своїми звичайними атаками. Персонаж, який закликав Еспера, також продовжує участь у битві — він може атакувати і використовувати магію. Еспер залишить поле битви, якщо герой, який його прикликав, загине, час життя істоти вичерпається, він виконає свою спеціальну атаку або гравець самостійно накаже йому вийти з битви.

### Система розвитку персонажів
Як і в багатьох інших рольових комп'ютерних іграх, персонажі отримують очки досвіду після перемоги над противниками; після накопичення певної кількості досвіду персонаж отримує новий рівень розвитку. З кожним новим рівнем характеристики персонажа автоматично підвищуються. До характеристик відносяться: максимальну кількість очок життя (які визначають, яку кількість ушкоджень персонаж зможе витримати до того, як загине), сила (яка визначає фізичні ушкодження, які завдає персонаж), магія (визначає ушкодження, що завдається заклинаннями) та інші.
Крім отримання нових рівнів, персонажі можуть підвищувати свої характеристики і вивчати нові здібності за допомогою Дошки ліцензій (англ. License Board). Дошка ліцензій нагадує Сітку Сфер (англ. Sphere Grid) з Final Fantasy X — використовуючи спеціальні очки, гравець може відкривати різні вміння і покращувати характеристики партії. Основна відмінність полягає в тому, що відкрити на дошці предмет екіпіровки, аксесуар, магію або техніку недостатньо — щоб мати можливість використовувати їх в бою, вони повинні бути до того ж придбані або знайдені в самій грі. Всі «покупки» на дошці ліцензій здійснюються за допомогою так званих «ліцензійних очок»(англ. License Points, LP), які партія отримує за вбивство кожного монстра, боса або Еспера в грі. Дошка ліцензій являє собою набір клітинок (нагадуючи зовнішнім виглядом шахову дошку); кожна клітинка містить одну «ліцензію». Дошка розділена на дві частини, у верхній перебувають ліцензії магії, технік, аксесуарів (право на носіння певного предмета, що дає додаткові можливості), а також ліцензії приросту (які дають постійний бонус до характеристик персонажа або дають йому додаткові пасивні здібності). У нижній частині дошки знаходяться ліцензії зброї і броні. Як і в Final Fantasy X, будь-який персонаж може отримати будь-яку ліцензію (таким чином, кожен герой може носити будь-яку екіпіровку і вивчати заклинання) — виняток становлять ліцензії спеціальних ударів і Есперів, які можуть бути активовані тільки одним персонажем.

## Сюжет

### Сеттінг
Події Final Fantasy XII розгортаються в вигаданому всесвіті Іваліс в часи, коли «магія була звичайною справою», а «повітряні кораблі борознили небеса». У ті часи в чаклунстві широко використовувався магіціт — збагачений магією мінерал. Також цей мінерал використовувався для функціонування повітряних кораблів — популярного засобу пересування. Іваліс розділений на три континенти: Ордалія, Валенда і Кервон. Ордалія знаходиться в західній частині Іваліса; на цьому континенті серед великих рівнин розташовується Імперія Розаррія. На заході континенту знаходиться пустеля — це нічийні землі, так сильно заповнені імлою (ефірною формою магіціта), що над ними не можуть літати кораблі. На континенті Валенда переважають буйно квітучі рівнини; тут знаходиться Імперія Аркадія. У центрі сюжету — Далмаска, невелике королівство, розташоване між двома імперіями. Далмаска знаходиться на півострові континенту Ордалія і оточена пустелями; тут переважає помірний клімат. Під час подій гри в Івалісі назріває війна між Розаррією і Аркадією. За два роки до цього Аркадія окупувала Далмаску, яка виявилася затиснутою між двома імперіями.

### Персонажі
Постійні ігрові персонажі:
- Ваан (англ. Vaan, яп. ヴァン, Van) — Головний герой гри. Сирота, який живе з Рабанасті разом зі своєю подругою Пенель. Він все життя мріє стати повітряним піратом, щоб подорожувати по світу на повітряному кораблі.
- Пенель (англ. Penelo, яп. パンネロ, Pannero) — Близька подруга Ваана. Як і він, Пенель є сиротою, втративши родину під час війни між Далмаскою і Аркадією. Вона мріє стати танцівницею. При цьому знає бойове мистецтво від своїх старших братів, які були солдатами на війні. Разом з Вааном вона приєднується до решти героїв, щоб запобігти новій війні.
- Балфір (англ. Balthier, яп. バルフレア, Barufurea), Справжнє ім'я Ффамран мід Бунанза (англ. Ffamran mied Bunansa, яп. ファムラン•ミド•ブナンザ, Ffamran mied Bunansa) — зухвалий повітряний пірат, що тікає від свого минулого. Часто називається себе «головним героєм». Колись він був імперським Суддею і членом дому Бунанза, як і його батько, доктор Сід, який відповідальний за створення нефіціта. Балфір покидає імперію, стурбований очевидним безумством свого батька, а також бачачи, в якому напрямку рухається імперія.
- Фран (англ. Fran, яп. フラン, Furan) — Подруга і партнер Балфіра, належить до раси Вієра, що робить її єдиною не-людиною серед головних героїв. Як і Балфір, вона намагається позбавиться свого минулого. Вона небагатослівна, але при цьому говорить мудрі слова, яким складно заперечити.
- Баш фон Ронзенбург (англ. Basch fon Ronsenburg, яп. バッシュ•フォン•ローゼン バーグ, Basshu fon Rōzenbāgu) — Зганьблений лицар, який хоче захистити свою другу батьківщину Далмаску за будь-яку ціну. Після вбивства короля його оголосили зрадником, хоча насправді бивство здійснив його брат-близнюк, видавши себе за Баша.
- Ашель Б'наргін Далмаска (англ. Ashelia B'nargin Dalmasca, яп. アーシェ•バナルガン•ダルマスカ, Āshe Banarugan Darumasuka) — Принцеса Далмаски і головна героїня. Вона робить все, щоб відновити своє королівство. До вбивство короля, вона зіграла весілля з лордом Раслер, принцом Набрадії, і хоча їх шлюб носив політичний характер, вони все одно любили один одного. Незабаром Раслер вирушив на війну, щоб командувати армією Далмаски, але в першій битві його вбивають. Засмучена смертю чоловіка, Еш інсценує своє самогубство, щоб створити рух Опору проти Аркадії, в якому вона займає чільну позицію.

Тимчасові ігрові персонажі:
- Рекс — старший брат Ваана, який воював в складі армії Далмаски.

Гостьові персонажі:
- Ларса Феррінас Солідор/Ламонт- наймолодший член дому Солідор, правлячої сім'ї Аркадії. Він намагається знайти спосіб вирішити конфлікт мирним шляхом.
- Восслер Йорк Азелас — колись бився пліч-о-пліч з Башем в армії Далмаски, але після закінчення війни приєднався до Опору. Приховав Еш, після її фальшивого самогубства.
- Реддас — повітряний пірат з порту Бальфонхейма. Він прагне зупинити Імперію від використання нефіцітов, щоб події під час битви при Набудісі більше ніколи не повторилися.

### Історія
Final Fantasy XII відкривається тривалим відеороликом, який показує події за два роки до початку гри. У Рабанастрі, столиці королівства Далмаска, вінчаються принцеса Аше і спадкоємець трону Набрадії, принц Раслер; Баш фон Ронзенбург доставляє в палац звістку про падіння Набрадії і висування військ Імперії Аркадія до кордонів Далмаски. У битві за фортецю Нальбіну принц Раслер гине. Король Далмаски Рамінас вирушає до Нальбіни для підписання мирного договору, де потрапляє в пастку. У навчальному пролозі, в якому гравець управляє одним з лицарів Далмаски по імені Рекс, описується спроба лицарів Далмаски під проводом Баша проникнути в Нальбіну. У підсумку загін виявляється розбитий, а Рекс бачить, як Баш вбиває короля Рамінаса та інших лицарів; сам Рекс гине від ран. Потім оповідач за кадром — маркіз Ондор — описує подальші події: Аркадія окупувала Далмаску, капітан Баш був страчений, а принцеса Аше вчинила самогубство.
Через два роки у центрі сюжету опиняється молодший брат Рекса — Ваан, безпритульний, який займається крадіжками на вулицях окупованої столиці Далмаскм — Рабанастру. Незважаючи на застереження його подруги Пенель, Ваан проникає в королівський палац під час урочистого прийому з нагоди призначення консулом Вейна Солідор. У палаці Ваан випадково зустрічає Балтьера і Фран — повітряних піратів. Вони полюють за магіцітом, який Ваан вкрав з королівської скарбниці незадовго до цього. В цей же час палац атакують сили Опору Далмаски, і злодії намагаються втекти через каналізаційну систему. Тут вони зустрічають лідера Опору — Амалію. У результаті солдати Аркадії ловлять Ваана, Балтьера і Фран і відправляють їх у в'язницю в Підземелля Нальбіни. Тут вони зустрічають Баша, також заточеного у в'язницю, але живого. Разом чотирьом ув'язненим вдається втекти; Баш намагається переконати своїх супутників, що насправді короля вбив його брат- близнюк Габрант. Спочатку Ваан ставиться скептично до цієї заяви, але потім вирішує повірити Башу. Героям вдається дістатися до міста Бужерба, де мисливець за головами Ба'Гамнан, який переслідує Балтьера, викрадає Пенель — він помилково вирішує, що вона пов'язана з повітряним піратом. Вирушивши на допомогу Пенель, мандрівники зустрічають молодого чоловіка, яка представляється як Ламонт, — згодом з'ясовується, що насправді це Ларса Солідор, брат Вейна і молодший син імператора Аркадії. Герої рятують Пенель, а потім їм вдається добитися зустрічі з правителем Бужерби маркізом Ондором, який віддає їх в руки імперців; таким чином загін потрапляє на Аркадійський повітряний корабель «Левіафан», яким командує імператорський Суддя Гіс.
На «Левиафані» герої знову зустрічають Амалію — з'ясовується, що це принцеса Аше, спадкоємиця трону Далмаски. Гіс забирає магіціт, викрадений Бааною, і відправляє його в Аркадію — виявляється, що це легендарний артефакт королівської сім'ї Далмаски, який називається Осколок Занепаду. За допомогою прониклого на корабель Восслера друзям вдається перемогти Гіса, втекти з корабля і повернутися в Бужербу. Однак без Осколка Занепаду, який забрав Гіс, Аше не може підтвердити своє справжнє походження, і маркіз Ондор пропонує Аше залишитися в Бужербі інкогніто. Однак Аше тікає з Бужерби; вона вирішує вирушити до гробниці її далекого предка Верховного Короля Рейтволла, де зберігається другий артефакт — Осколок Світанку, який також міг би підтвердити її походження. Загону вдається знайти артефакт в гробниці, але їх наздоганяє Суддя Гіс і забирає собі Осколок Світанку. Він намагається проводити експерименти з артефактом, в результаті відбувається потужний вибух, який знищує корабель; Аше і її супутники в останню мить встигають врятуватися, забравши Осколок Світанку, який втратив магічну стлу. Потім вони зустрічають Ларсу, який намагається укласти перемир'я між Далмаскою і Аркадією. Спочатку Аше опирається цьому, але потім Ларса переконує її спробувати досягти миру для порятунку Далмаски. У результаті вона зі своїми друзями вирушає з доказом свого походження до Великого кільти Анастасіса — він має повноваження зробити її королевою.
Мандрівники з'ясовують, що багато впливових людей також надіються запобігти війні. Ларса намагається розгадати плани Вейна щодо застосування нефіціта (магіціта, що ввібрав Млу) у військових цілях. Ларса також зв'язався з Аль-Сідом Маргрейсом, членом правлячої родини Розаррії, щоб переконати дві імперії зупинити війну. Згідно з його планом, вони оголосять, що Аше стала королевою Далмаски і спробують переконати імператора Аркадії Граміса припинити військові дії. Проте план провалюється, коли імператора вбивають. Вейн, який отримав трон у спадок, покладає провину на Сенат і його голови Грегорота. За порадою Анастасіса герої вирушають до Святилища Міріам за іншим артефактом Рейтволла — Мечем Королів, який здатний знищувати нефіціт. Однак, поки загін знаходився в Святилище, Суддя Берган вбиває Анастасіса і відправляє принца Ларсу назад в Аркадію. Мандрівники повертаються і вбивають Бергана, але не встигають врятувати Анастасіса. Тут же вони зустрічають Аль-Сіда, який радить їм вирушити до міста Аркадес, столиці Аркадії, але для цього їм належить виконати великий шлях пішки. У Аркадесі їм слід проникнути в лабораторію Драклор, де доктор Сід ставить експерименти над нефіцітом і займається його виробництвом. В результаті загін нападає на Сіда, але йому вдається сховатися, при цьому він згадує, що вирушає в Гірувеган, місце, де за легендою знаходиться колосальний кристал нерукотворного нефіціту — Сонячний Кристал. Загін досягає Гірувегана, але Аше на самоті зустрічається з творцями Сонячного Кристала — безсмертними Оккуріями (яп. オキューリアОкю:ріа), безтілесними духами; вони намагаються керувати ходом історії через обраних героїв, таких як Рейтволл в минулому і Аше тепер. Вони вручають Аше Меч Договору, щоб відколоти від Кристала осколки нефіціта.
У відеовставці гравець бачить, що доктору Сіду в його дослідженнях нефіціта допомагала Венату, відступниця з народу Оккурій. Вона об'єдналася з Сідом і Вейном, затьмаривши їхній розум, щоб повернути «кермо влади історією в руки людей». Вейн збирається стати Верховним Королем і за допомогою виробленого нефіціта завоювати весь Іваліс. Сід, який виявляється батьком Балтьера, був повністю поглинений своїми дослідженнями могутності нефіціта після візиту в Гірувеган і зустрічі з Венату. Військова кампанія, яка призвела до окупації Далмаски і знищення міста Набудіса, була зроблена для оволодіння і вивчення нерукотворного нефіціта.
Аше доводиться вибирати: послухатися Оккурій і взяти осколки Сонячного Кристала, щоб здійснити свою помсту, або знищити Кристал і покласти край владі Оккурій над історією. Аше, ще ні на що не зважившись, разом зі своїми супутниками і приєднаним до них піратом Реддасом вирушає до маяка Фарос, де знаходиться Сонячний Кристал. На вершині вежі вони зустрічають Габранта, який зізнається у вбивстві короля Рамінаса, щоб пробудити ненависть Аше. Загону вдається перемогти Габранта; потім з'являється Сід і також атакує мандрівників, але програє бій. Перед смертю Сід використовує осколки нефіціта, щоб пробудити справжню міць Сонячного Кристала. Реддас жертвує собою, щоб знищити його, пронизуючи Мечем Договору.
Від Аль-Сіда Аше дізнається, що в Рабанастрі ось-ось почнеться війна між Аркадією і Опором під керівництвом маркіза Ондора. Величезна повітряна фортеця «Багамут» з потужним озброєнням, яка поглинула енергію Сонячного Кристала, вивільнену після його знищення, літає над містом. Аше і її супутники за допомогою Опору проникають на «Багамут» і вступають в бій з Габрантом. Він вражений відданістю Баша після всього, що з ним сталося. Загін знаходить Вейна і Ларсу — вони сперечаються, і Ларса засуджує жагу могутності Вейна. В результаті Ларса і Габрант приєднуються до героїв і атакують Вейна і Венату. Вейн програє бій, і Аше оголошує про завершення війни, а Ларса приймає командування над імперською армією і припиняє військові дії. Загін покидає «Багамут», який втратив енергії нефіціта і загрожує впасти на місто, але на борту залишаються Балтьер і Фран, щоб спробувати відвести літаючу фортецю подалі від Рабанастра. Зв'язок з ними втрачається, і їхня доля залишається невідомою.
Наступного року Аше офіційно стає королевою Далмаски, Баш займає посаду Судді замість Габранта, який загинув у битві з Вейном, і стає охоронцем Ларс, нового імператора Аркадії. Ваан отримує власний корабель і подорожує разом з Пенель. Балтьер і Фран вижили після катастрофи «Багамута»; вони лагодять свій корабель і вирушають до міста Бервенія. Гра завершується тим, що Ваан і Пенель вирушають слідом за ними, таким чином починаючи нову подорож.

## Ремейк
У липні 2015 року на концерті відеоігрової музики Distant Worlds в Пітсбурзі було оголошено, що Square Enix готує ремейк Final Fantasy XII. Інформацію було підтверджено перед виставкою E3 6 червня 2016 з уточненням, що розроблювана гра Final Fantasy XII: The Zodiac Age стане не повноцінним ремейком, але перевиданням, як Final Fantasy X/X-2 HD. Гра матиме якісніші моделі, текстури високої роздільності, покращені відеоролики і перезаписаний звук. The Zodiac Age надасть гравцям можливість швидко змінювати мову озвучування, автозбереження прогресу та вдосконалений режим прискореної гри. Вихід відбувся 11 липня 2017 для PlayStation 4.